# Aschat Kudajbergenow
Aschat Kudajbergenow (ur. 22 stycznia 1987) – kazachski zapaśnik w stylu klasycznym. Dwukrotny uczestnik mistrzostw świata, czternasty w 2009. Brązowy medal na mistrzostwach Azji w 2009. Pierwszy w Pucharze Świata w 2011. Wicemistrz świata juniorów z 2006 roku.